# Арчіл Талаквадзе
Арчіл Талаквадзе (груз. არჩილ თალაკვაძე; нар. 16 січня 1983) — грузинський політик, спікер парламенту Грузії з 25 червня 2019 року по 24 квітня 2021 року. Лідер парламентської більшості «Грузинська мрія» з 2016 по 2019 рік.
Навчався в першій школі Озургеті. У 2006 році він закінчив Тбіліський державний медичний університет за спеціальністю громадське здоров'я та управління, після чого продовжив навчання в Грузинському інституті громадських справ. У 2015 році склав іспит Лондонської школи економіки за програмою Executive Management.
Талаквадзе в різний час обіймав такі посади: 2006–2007 — координатор проекту USAID; 2007–2008 Керівник проектів Офісу громадського захисту; радник Офісу громадського захисту у 2008—2009 рр.; У 2010 р. радник Офісу громадського захисту з питань управління; 2011–2012 G3, USAID, заступник директора; 2012–2014 рр. — заступник міністра виконання покарань; 2014—2016 заступник міністра внутрішніх справ Грузії.
У 2016 році депутат від партії «Грузинська мрія» Арчіл Талаквадзе був обраний більшістю голосів у парламенті Озургеті. Під час виборів 2012 і 2016 років Талаквадзе обіймав дві різні посади в уряді — заступника міністра пенітенціарної служби та заступника міністра внутрішніх справ Грузії.